# Bob Schoonbroodt

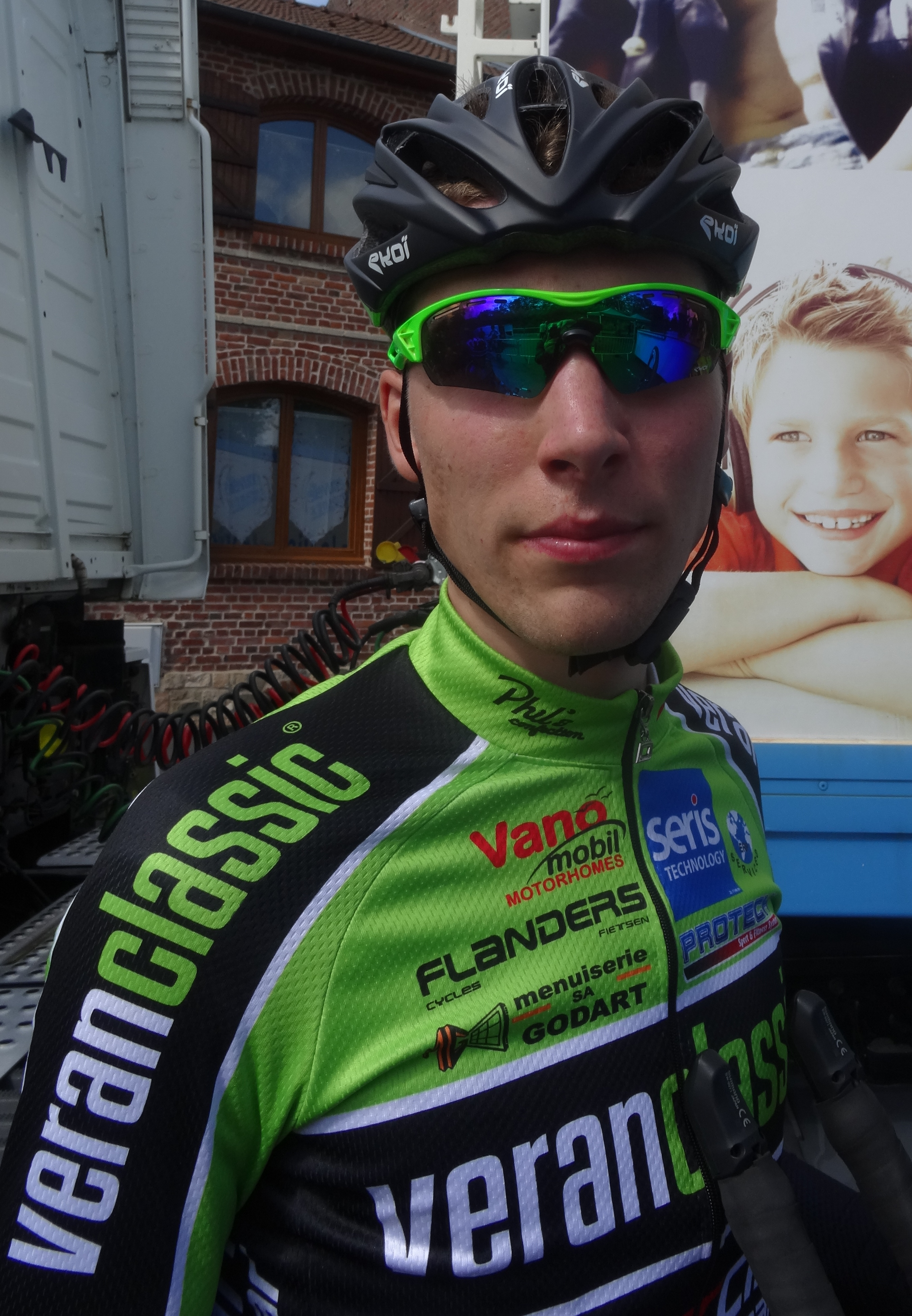
Bob Schoonbroodt (2014)

Bob Schoonbroodt (* 12. Februar 1991) ist ein niederländischer Straßenradrennfahrer.
Bob Schoonbroodt gewann 2009 die Junioren-Austragung des Frühjahrsklassikers Omloop Het Nieuwsblad. Außer belegte er den vierten Platz in der Gesamtwertung von Liège-La Gleize und er wurde niederländischer Juniorenmeister im Einzelzeitfahren. Beim GP Rüebliland wurde er einmal Etappenzweiter und belegte Platz neun in der Gesamtwertung.

## Erfolge
2009
- Omloop Het Nieuwsblad (Junioren)
- Niederländischer Meister – Einzelzeitfahren (Junioren)

2014
- eine Etappe Tour of Taihu Lake

## Teams
- 2010 Van Vliet EBH Elshof
- 2011 Cyclingteam de Rijke
- 2012 Cyclingteam de Rijke-Shanks
- 2013 Cyclingteam de Rijke-Shanks
- 2014 TWC. Maaslandster-Zuid Limburg (bis 13.05.)
- 2014 Veranclassic-Doltcini (ab 14. Mai)
- 2015 Parkhotel Valkenburg Continental